# ねらわれた学園 (1982年のテレビドラマ)
『ねらわれた学園』（ねらわれたがくえん）は、フジテレビ系列で1982年10月11日 - 1982年12月27日に放送された原田知世主演のテレビドラマ。全11回（本編10回＋NG集）。眉村卓の同名小説（1973年刊）を原作とする。

## 概要
原田知世の主演第2作。
第1回・第2回の超能力のシーンでは、飛ばされる様子などを見た子供たちの「あっ、○○みたい（○○は番組に登場するキャラクター名）」という台詞の後に、当時フジテレビ系列で放送されていた『オレたちひょうきん族』『Dr.スランプ アラレちゃん』『うる星やつら』の番宣が挟まれていたり、高見沢みちるがテニス部や野球部を手玉に取った場面を見た子供たちの「○○みたい」という台詞の後に、ビヨン・ボルグの画像や江川卓・原辰徳の写真の口の部分が動いて喋る場面（シンクロ・ヴォックス）が存在、また当時のCXの放送開始・終了時に使用されていた局名告知の「I 愛 Eye」が使用された箇所があった。
第5回（伊藤和典脚本）において、原作やそれまでの映像化で具体的に描かれなかった未来の世界の描写がある。
第10回(最終話)のみ、エンディングに流れる曲は「ときめきのアクシデント」ではなく、矢沢永吉の「A Day」が使用されている。

## 原作との違い
原作は中学校が舞台だが、当ドラマは高校が舞台である。
西沢響子は京極少年からパージされたあと、寝返って反京極の立場となり、教師らに京極少年や栄光塾の内情を伝え、さらに耕児や和美たちのグループに加わり、最終回まで残る。　
原作では京極とともに未来に去るのは高見沢みちるだが、当ドラマでは楠本和美である。みちるは自分が京極とともに未来に行くことを強く望むが、京極からは未来を変えるのに必要なのは和美であると告げられ拒絶された。一方の和美は京極からのアプローチを受け、未来へ行くことを承諾する。和美はみちるが京極のことを好きであることをわかっており、連れて行ってもらえないみちるのことを慮って自分の部屋で自分の意識とみちるの意識を交換してから未来に向かった。和美がいなくなったあと、みちるは耕児やその仲間たちと打ち解ける。

## キャスト
- 楠本和美：原田知世
- 関耕児：高柳良一
- 柳沢一平：柳沢慎吾
- 石原雄太：堀広道
- 西沢響子：麻生えりか
- 島津かなめ：津島要
- 青木悦子：森尾由美
- 谷平めぐみ：津田ゆかり
- リエ：斉藤理恵
- よし江：古賀理沙
- 藤竜子：蔦木恵美子
- 体育教師三浦：轟二郎
- 山形先生：はせさん治
- 中尾先生：山口奈々
- 教頭：北川米彦
- 関大輔：石井愃一
- 高見沢みちる：伊藤かずえ
- 京極少年：本田恭章
- 司会者：古川登志夫
- 則巻アラレの声：小山茉美
- ラムの声：平野文
- タケちゃんマン：ビートたけし
- ナレーション（第2回-）：川島千代子

## スタッフ
- 演出：牛窪正弘、小野原和宏、河毛俊作
- 原作：眉村卓
- 脚本：岡部俊夫、伊藤和典、今井詔二
- 企画：角川春樹、岡正
- プロデューサー：南條武史
- 音楽：風戸慎介
- 主題歌：原田知世 「ときめきのアクシデント」（作詞：来生えつこ / 作曲：来生たかお / 編曲：星勝）
- 協力：ミズノ、旭蝶繊維
- 技術協力：東通、ウェルアップ
- 編集：東洋現像所ビデオセンター（現：IMAGICA）
- 美術協力：東映美術センター
- スタジオ：東映大泉ビデオスタジオ
- 制作著作：フジテレビ

## サブタイトル
| 回 | 放送日 （1982年） | サブタイトル                   | 脚本     | 演出                         |
| -- | ----------------- | ------------------------------ | -------- | ---------------------------- |
| 1  | 10月11日          | （サブタイトル不明）           | 岡部俊夫 | 牛窪正弘                     |
| 2  | 10月25日          | 敵は超能力少女                 | 岡部俊夫 | 牛窪正弘                     |
| 3  | 11月1日           | 必殺超能力試合                 | 岡部俊夫 | 牛窪正弘                     |
| 4  | 11月8日           | 超能力危機一髪                 | 岡部俊夫 | 牛窪正弘                     |
| 5  | 11月15日          | 超能力大爆発！                 | 伊藤和典 | 河毛俊作                     |
| 6  | 11月22日          | 成功だ！超能力開発作戦         | 今井詔二 | 河毛俊作                     |
| 7  | 11月29日          | 和美奪取大作戦                 | 伊藤和典 | 小野原和宏                   |
| 8  | 12月6日           | 捨身の敵地襲撃                 | 岡部俊夫 | 小野原和宏                   |
| 9  | 12月13日          | 超能力の炎の矢                 | 今井詔二 | 牛窪正弘                     |
| 10 | 12月20日          | さらば時よ空よ                 | 岡部俊夫 | 牛窪正弘                     |
| 11 | 12月27日          | 超能力もビックリ！最後のNG特集 | 岡部俊夫 | 小野原和宏 河毛俊作 牛窪正弘 |

- 10月18日はプロ野球中継「横浜大洋×中日」（横浜スタジアム）のため休止[注釈 5]。